# Petrolimex

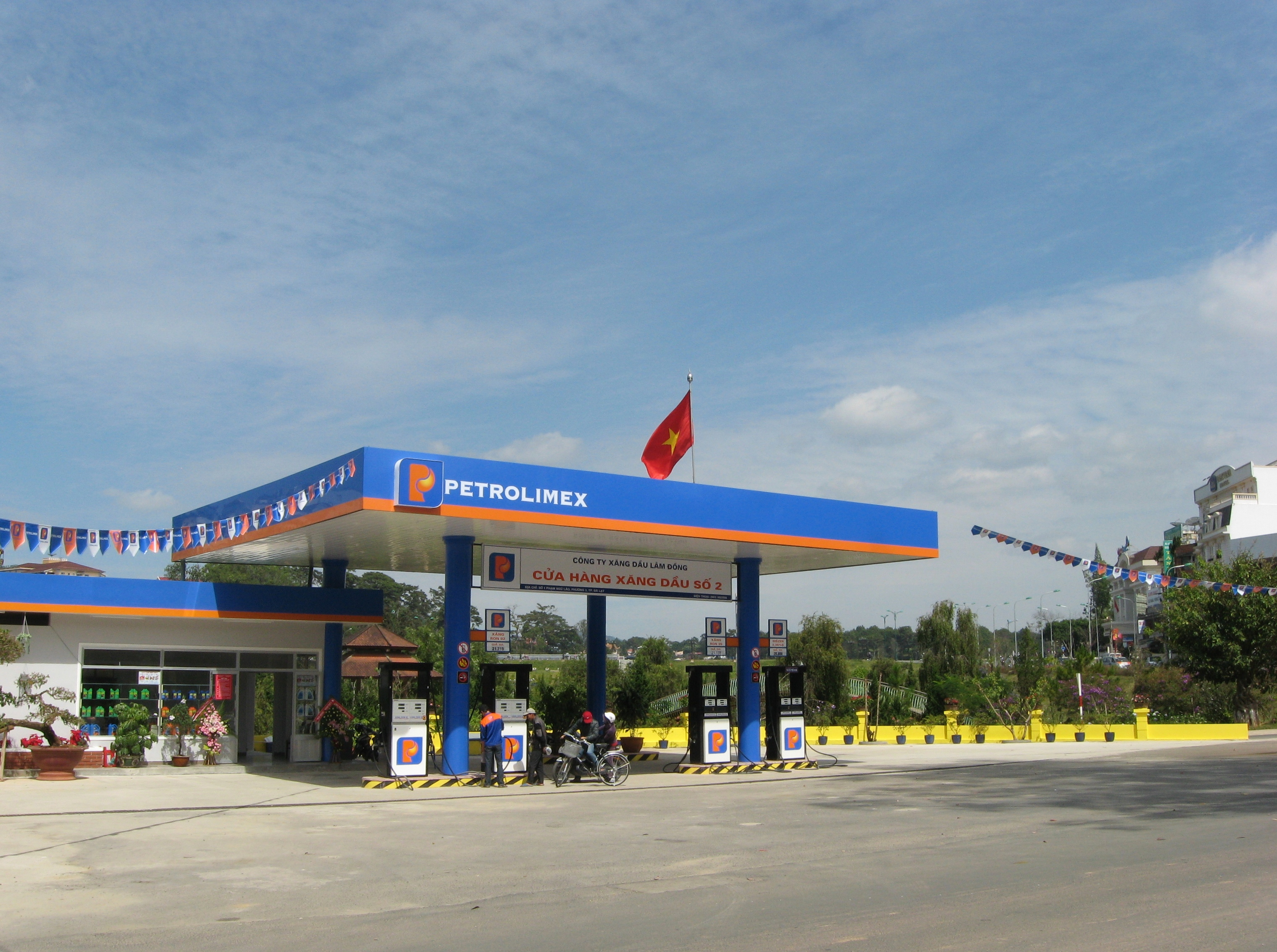
АЗС компании Petrolimex

Petrolimex (Vietnam National Petroleum Group) — вьетнамская нефтегазовая компания, также имеющая значительные активы в сфере розничного сбыта топлива, страхования и транспорта. По состоянию на 2014 год являлась третьей по величине компанией страны (после PetroVietnam и Samsung Electronics Vietnam) и второй нефтегазовой компанией Вьетнама. Штаб-квартира Petrolimex расположена в Ханое, имеются филиалы в Сингапуре, Лаосе и Камбодже.
Petrolimex управляет крупнейшей сетью АЗС во Вьетнаме (более 2,1 тыс. собственный станций и более 4 тыс. франчайзинговых, около 48 % вьетнамского рынка). Газовые хранилища и терминалы Petrolimex расположены в Хайфоне, Дананге, Хошимине и Кантхо. Нефтяные хранилища и терминалы Petrolimex расположены в Ханое, Хайфонге, Халонге, Хошимине и Кантхо.
Petrolimex Petrochemical владеет двумя заводами по производству смазочных материалов, контролируя 20 % вьетнамского рынка.  

## История
Компания основана в 1956 году как Oil, Lub and Grease Corporation. В 1992 году был основан Petrolimex Group Commercial Joint Stock Bank. В 2011 году Vietnam National Petroleum Corporation была реструктуризирована и переименована в Vietnam National Petroleum Group (Petrolimex).

## Подразделения
В состав Petrolimex входят десятки дочерних и аффилированных компаний: 
- Страховая компания Petrolimex Insurance Corporation (PJICO)[13]
- Нефтехимическая компания Petrolimex Petrochemical Corporation
- Дистрибьютор сжиженного газа Petrolimex Gas Corporation
- Судоходная компания PG Tanker
- Авиакомпания Petrolimex Aviation
- Строительная компания Petrolimex Construction
- Телекоммуникационная компания Petrolimex Information Technology and Telecomunication
- Торговая компания Petrolimex International Trading
- Банк PG Bank